# Beiersdorf-Freudenberg
Beiersdorf-Freudenberg é um município da Alemanha, situado no distrito de Märkisch-Oderland, no estado de Brandemburgo. Tem 25,08 km² de área, e sua população em 2019 foi estimada em 603 habitantes.